# Radar v Brdech

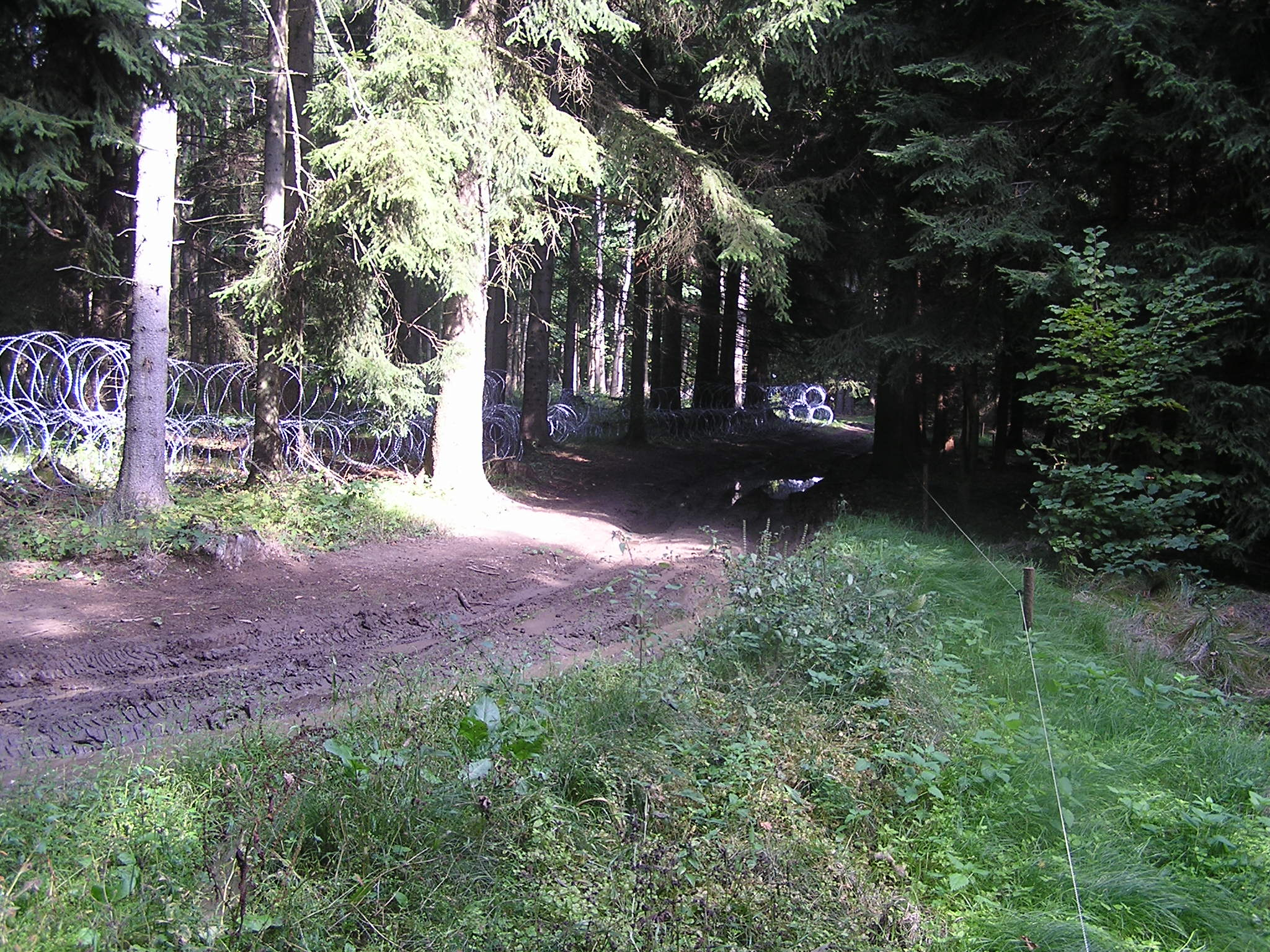
Prostor plánované radarové základny v roce 2008

Radar v Brdech byl projekt vojenského radaru na bezejmenném kopci ve vojenském újezdu Brdy jihozápadně od Prahy. Společně s raketami v Polsku se měl stát součástí americké protiraketové obrany v Evropě (tzv. obranný deštník).
O záměru  USA vybudovat protiraketovou obranu v Evropě začala média informovat v létě 2006. Mezi Spojenými státy americkými a Českou republikou pak probíhaly předběžné konzultace o umístění radaru. V září 2009 USA oznámily, že od svého záměru na vybudování základny ustoupily.
Místem radaru měl být bezejmenný kopec o kótě 718,8 m (po roce 2016 patří k obci Skořice).
Otázka radaru rozdělila českou politickou scénu i veřejnost. Kromě brdských obcí proti radaru nejvýrazněji vystupovala iniciativa Ne základnám. V zahraniční bylo největším odpůrcem radaru Rusko.
Všechna jednání, ve smyslu českého nezájmu o radar, skončila za vlády Baracka Obamy (2009–2017) projednáním vojenské dohody SOFA s Polskem.

## Americký postoj
Důvody pro výstavbu radaru v Česku a raket v Polsku byly proklamovány jako ochrana bezpečnostních zájmů USA a jejich spojenců v Evropě před společným nepřítelem, kterým měl být Írán nebo KLDR. V minulosti se však objevily informace, že ani jeden z těchto států neměl potřebné technologie k výrobě mezikontinentálních balistických raket, které by ohrozily evropský kontinent.[zdroj?]
Plány na výstavbu protiraketového deštníku by byly porušením dohod[kterých?] s Ruskem,[zdroj?] což vytvořilo napětí s tímto státem.[zdroj?] Podle tehdejších informací Ministerstva zahraničních věcí ČR měl deštník v Evropě ochránit téměř polovinu světa (severní část západní polokoule, a převážnou část Evropy). Radar však měl být pod správou USA a nikoliv NATO, jejímž je ČR členem.[zdroj?]
Úkolem celého systému byla eliminace hrozby zasažení balistickou raketou: radar, který monitoruje raketu, vyšle informaci protiraketové základně, která má zničit hlavici ve střední části jejího letu.
V září 2009 USA oznámily, že od svého záměru na vybudování základny ustoupily.

## Český postoj
19. ledna 2007 odstartovala formální vyjednávání mezi českou vládou a reprezentací USA. Již od samého počátku prosazoval tehdejší premiér Mirek Topolánek návrh, že o radaru rozhodne parlament, nikoli občané v referendu. 28. března 2007 zaslala česká vláda odpověď do USA, ve které se vyslovila pro zahájení oficiálních jednání. Součástí dokumentu byl i požadavek Česka na budoucí začlenění radaru do systému protiraketové obrany NATO.
Situace vlády vzhledem k odmítavému postoji těsné[zdroj?] většiny Čechů byla nelehká. Jen několik málo měsíců po odstartování česko-amerických rozhovorů se koalice rozhodla investovat peníze na rozvoj Brdska, zřídila speciální Komisi pro rozvoj Brdska. Vláda odmítala kritiku, že záměrně připravila prostor pro obchod („dáme Vám peníze, když podpoříte radar“).[zdroj?]
Tehdejší premiér Topolánek slíbil investovat do brdských obcí 1,25 miliardy korun,[zdroj?] převážně na infrastrukturu, pitnou vodu a zlepšení podmínek života v těchto obcích. Tento slib nebyl nikdy splněn, vláda do doby pádu Topolánkovy vlády poskytla obcím jen 13,5 milionu korun.[zdroj?]
Na krátkou dobu zde aktivisté hnutí Greenpeace vyhlásili mikronárod – stát Peaceland jako součást protestu proti výstavbě základny systému protiraketové obrany. 9. června 2008 skončila demonstrace odvozem všech aktivistů na policejní stanici v Příbrami, když se odmítli legitimovat Vojenské policii.[zdroj?]
Dne 3. dubna 2008 se česká vláda na summitu NATO v Bukurešti i bez podpory většiny parlamentu[zdroj?] dohodla s Američany na výstavbě radaru v Brdech. Smlouvu, která měla být původně podepsána již v květnu téhož roku, schválila koalice 21. května 2008 na výjezdním zasedání v Teplicích, nakonec ji 8. července 2008 stvrdili svými podpisy tehdejší ministr zahraničí Karel Schwarzenberg a jeho americká kolegyně Condoleezza Riceová. Kritikou vyjednané smlouvy nešetřil místopředseda Strany zelených Ondřej Liška, podle kterého byla pasáž o začlenění do Aliance příliš stručná. 10. září 2008 pak vláda pod tlakem veřejnosti[zdroj?] schválila také „druhou“ doplňkovou smlouvu (SOFA), vymezující pobyt amerických vojáků.
Dne 27. listopadu 2008 Senát schválil smlouvy, které se týkají radarové základny USA na českém území. Obě dohody podpořilo 49 ze všech 81 přítomných senátorů. Dne 17. března 2009 vláda stáhla smlouvy k radaru ze Sněmovny; neměla k ratifikaci většinu. Podle Topolánka to ale neznamenalo, že by ratifikace končila. Dne 8. května 2009 vládu Mirka Topolánka nahradil úřednický kabinet Jana Fischera, který později uvedl, že o dalším postupu stran radaru rozhodne až nový kabinet. Dne 20. května 2009 ministr zahraničí Jan Kohout řekl tisku, že vláda smlouvy týkající se radaru do Sněmovny nepošle.

### Podpora pravicové koalice
Výkonná rada ODS v červenci 2007 potvrdila postoj premiéra Topolánka a referendum i přes velký tlak veřejnosti[zdroj?] odmítla. Někteří poslanci vládní koalice však takový názor nesdíleli a hlasování o radaru, ke kterému nikdy nedošlo, komplikovali. Mezi takové patřil lidovecký poslanec Ludvík Hovorka, který si přál referendum. Poté, co republiková rada Strana zelených vydala doporučení svým zákonodárcům, rozhodly se poslankyně Věra Jakoubková a Olga Zubová radar nepodpořit.
S podzimní podporou radaru váhal i místopředseda Senátu za KDU-ČSL Petr Pithart. Kromě Hovorky a Pitharta se zbylí lidovečtí poslanci stavěli k radaru pozitivně, členství ale podmiňovali spoluprací s NATO. Naopak nečekané podpoře se mohla koalice těšit z řad tehdejších přeběhlíků sociálnědemokratické opozice, kteří v tu dobu fakticky podporovali vládu: Miroslav Svoboda, Evžen Snítilý, Petr Wolf.

### Situace Strany zelených
Tehdejší senátor a ministr zahraničí Karel Schwarzenberg vyjadřoval radaru velmi silnou podporu, ačkoliv jeho domovská Strana zelených byla víceméně proti. V únoru 2007 delegáti Strany zelených podpořili „proradarové“ vedení strany a nabídku USA tak neodmítli. Jako podmínku si delegáti kladli součinnost se Severoatlantickou aliancí.
Počátkem května 2007 se západočeští zelení postavili proti rozhodnutí republikové rady a radarovou stanici v ČR odmítli. Toto rebelské křídlo reprezentoval Matěj Stropnický. O 11 měsíců později však republiková rada nabádala své zákonodárce, aby projekt nepodpořili.

### Postoj levice
Vedení sociální demokracie v čele s tehdejším předsedou Jiřím Paroubkem se shodlo, že radar Česká republika nepotřebuje. Sociální demokraté připustili výstavbu radaru pouze za okolností, že systém bude začleněn do struktur Severoatlantické aliance a v Česku proběhne referendum. Prvním pokusem byla snaha o prosazení zákona o obecném referendu, které by se mohlo vztahovat i na radar. Návrh však těsnou většinou neprošel. O dva měsíce později byl však opoziční blok úspěšnější a levici se podařilo ve Sněmovně protlačit návrh na referendum do dalšího čtení. Nápad vyhlásit krajské referendum dostal v říjnu 2008 i hejtman David Rath, ČSSD se v únoru následujícího roku pokusila takový návrh ve Sněmovně uzákonit.
Sociální demokraté měli v úmyslu využít i zdržovací taktiky v podobě předání smlouvy k posouzení Ústavnímu soudu. Reagovali tak na krok ODS, která naopak vyhrožovala odmítnutím Lisabonské smlouvy. Jiří Paroubek byl ochoten udělat vše pro to, aby případná smlouva neprošla.[zdroj?] Její schválení parlamentem by ale respektoval.[zdroj?]

### Neshody o počátku vyjednávání
V srpnu 2006 se expremiér Stanislav Gross přiznal, že o radaru se poprvé začalo mluvit již za menšinové vlády ČSSD na přelomu let 2000 a 2001.[zdroj?] On sám viděl v radaru spíše klady, především vyšší záruku bezpečnosti a odpovědnost vůči NATO.[zdroj?] Jiří Paroubek se však ohradil tvrzením, že mu experti z Ministerstva obrany informace o konzultacích zatajovali, navíc nebyl za sociálnědemokratických vlád přijat žádný závazek.[zdroj?] Paroubek se o radaru dozvěděl až z americké strany těsně před volbami do Sněmovny v roce 2006. Ze startu vyjednávání obvinil naopak Jiřího Payna z ODS, který o radaru údajně jednal již v roce 2000.[zdroj?]

## Postoje veřejnosti

### Česká veřejnost
Český radar vyvolával mezi obyvateli napříč republikou vlnu nevole. Většina obyvatelstva jej považovala za zbytečné zvýšení bezpečnostních rizik pro obyvatelstvo.[zdroj?] Obavy, že v případě většího konfliktu například s Ruskem by se radar stal jedním z prvních cílů, byly velmi silné.[zdroj?] Rizika pro Českou republiku od zemí jako Írán či KLDR byla vnímána jako velmi malá.[zdroj?]
Většina průzkumů během dvouletého období, kdy se o základně hovořilo, ukázala, že s radarem nesouhlasí v průměru přes 50 % Čechů. Většina respondentů také požadovala k této otázce referendum (kolem 70 %). Podpora radaru se naopak těšila asi 30 % obyvatelstva. Mezi příznivci radaru byli především voliči ODS, muži a lidé s dobrou životní úrovní. Mezi odpůrci převažovali naopak lidé se špatnou životní úrovní, lidé nad 60 let a ženy. Češi by také v průzkumu z února 2007 nevyměnili radar za zrušení víz do USA.
Průzkum agentury STEM ze září 2007, který si nechal zpracovat Tomáš Klvaňa, ukázal, že pokud by měli Češi více informací, neváhalo by 50 % dotázaných změnit názor. STEM také v květnu 2008 uvedl, že ačkoliv agentury rozdělují obyvatele na velký tábor odpůrců a malý tábor příznivců, jsou tábory odpůrců a příznivců spíše stejně velké.[zdroj?] Že názor společnosti není stabilní a víceméně různě kolísá, dokázala v červnu 2008 agentura CVVM. Podle ní počet odpůrců mírně rostl na úkor příznivců.[zdroj?] Společnost STEM v reakci na prezidenta Klause, že smlouvy o radaru podepíše, uvedla, že s radarem jsou ochotny smířit se 2/3 obyvatel. Podle vlády mohl konflikt mezi Ruskem a Gruzií přesvědčit obyvatele ČR, aby se k otázce radaru postavili kladně. Průzkum CVVM ze října 2008 to však nepotvrdil (základnu podporovalo 30 % obyvatel, 67 % lidí bylo proti).[zdroj?]
Názor Čechů nezměnil ani příchod Baracka Obamy do Bílého domu, kterého veřejnost mohla vnímat jako racionálního a umírněného politika (na rozdíl od jeho předchůdce George Bushe).

### Obce v Brdech
Dne 17. března 2007 bylo v obci Trokavec, která byla od počátku nejhlasitějším odpůrcem radaru, vyhlášeno místní referendum. Lidé v místě plánovaného vybudování radaru zásadně odmítli zvýšená rizika spojená s případným útokem na tento strategicky důležitý cíl. Silné byly také obavy ze zdravotních rizik provozování takto silného radaru na blízké obyvatelstvo, vyplývající z toho, že anténní soustava radaru by ve dvanáctitimilisekundových impulzech vysílala výkon řádově v gigawattech. Vláda v reakci na výsledek uvedla, že referendum se konalo předčasně, lidé podle ní ještě neměli dostatek informací.
Mezi dalšími obcemi, které uspořádaly místní referenda k radaru, byl Mirošov, Strašice, Hvožďany na Příbramsku (95 % proti), Těně na Rokycansku (98 % proti),[zdroj?] Zaječov na Berounsku (98 % proti),[zdroj?] Vísky (všech 30 lidí proti radaru, tudíž 100 %).[zdroj?] Skořice na Rokycansku zvolily anketu (téměř všichni dotázaní byli proti).[zdroj?] Další ankety proběhly také v Mirošově, Strašicích, Příkosicích a Míšově (zde také proběhlo po anketě i místní referendum).
Další referenda proběhla v obcích Bezděkov pod Třemšínem, Věšín, Sedlec, Volenice, Vranovice, Vševily, Hůrky, Štítov, Láz – celkem ve 22 obcích v Brdech. Ve všech obcích občané s radarem nesouhlasili.[zdroj?]
Starostové (Středočeského a Plzeňského kraje) více než třiceti obcí, které by byly radarem nějak „dotčeny“, se v srpnu 2007 sjeli do Rožmitálu pod Třemšínem, aby jednali o společném postupu. Na návrh trokaveckého starosty Jana Neorala a starosty Příbrami Josefa Řiháka podepsalo 30 starostů zakládací listinu svazu obcí proti radaru. 29. srpna 2007 tak oficiálně vznikla "Liga starostů proti radaru". Starosta Strašic Jiří Hahner zvolil jiný postup, když pozval tehdejší ministryni obrany Vlastu Parkanovou do Strašic k jednání. Do sálu, kde se sešlo na 50 starostů, nebyli pořadateli vpuštěni novináři a televize. Na protest proti tomuto pokusu vyloučit média odešlo 25 starostů před jednáním ze sálu.
Na pozvání Evropského parlamentu se 17. února 2009 třicet brdských starostů (z Ligy starostů proti radaru) spolu se 130 občany Brd rozjelo na vlastní náklady třemi autobusy do Bruselu, k veřejnému slyšení v parlamentu. Cestu podpořili hejtmani ČR. Za Ligu starostů vystoupil s projevem proti radaru starosta Jan Neoral.
Starosta obce Trokavec Jan Neoral (nezávislý nestraník, kandidující na listině ČSSD) postavil svoji kandidaturu a kampaň v roce 2008 v krajských volbách do zastupitelstva plzeňského kraje na odporu proti radaru a díky mnoha přednostním hlasům z brdských obcí[zdroj?] uspěl.

### Umělci
K radarové stanici se kvůli obecně přijímané vysoké důležitosti vyjadřovali i veřejně činné osobnosti (Věra Chytilová, Jan Kačer, Zdeněk Troška). Ti neváhali zaslat prezidentu republiky a předsedům obou komor parlamentu v červenci 2007 dopis, v němž vyzývali k uspořádání referenda.[zdroj?]

### Hnutí „Ne základnám“
Jako nejsilnější a nejhlasitější odpůrce protiraketové obrany se angažovala občanská iniciativa Ne základnám. Důvodem vzniku byla série jednání, která vedli politici a vysoce postavení úředníci za zády svých občanů[zdroj?] a odmítání vlády více se zapojit do veřejné diskuze ohledně potenciálních bezpečnostních rizik pro místní obyvatelstvo. Iniciativa nabídla státu vysvětlovací kampaň (za poskytnutí finanční kompenzace 7,5 mil. Kč), která by byla protiváhou k oficiální – vládní – agitaci, jelikož ta bylo podle iniciativy účelově zaměřená.[zdroj?]
Iniciativa prostřednictvím svých lídrů, mj. Jana Tamáše či mluvčího Jana Májíčka, vyzvala několikrát Topolánkovu vládu k demisi.[zdroj?] Lídr Jan Tamáš a jeho kolega Jan Bednář také na několik týdnů zvolili jako formu protestu hladovku.

### Jiné protestní akce
Angažoval se také Komunistický svaz mládeže, který ke dni 12. března 2007 získal přes 70 tisíc podpisů a o rok a půl později disponoval petičními archy se 180 tisíci podpisy odpůrců základny.[zdroj?] Kromě toho protestní akce organizovalo místní obyvatelstvo a samospráva.[zdroj?]

### Demonstrace
4. června 2007, v den příletu tehdejšího prezidenta USA George Bushe, ukončila policie probíhající demonstraci na Hradčanském náměstí z důvodu bezpečnostních opatření.
23. října 2007 zahájil v Příbrami své turné informační autobus Nezákladňák.
U příležitosti 18. výročí pádu komunismu demonstrovalo na pražském Václavském náměstí 1 500 lidí.[zdroj?] Protest, při kterém zazněly požadavky na referendum nebo silná kritika vlády, přišli podpořit opoziční politici nebo herečka a bývalá poslankyně Táňa Fischerová. 11. března 2008 aktivisté zprovoznili i pražskou tramvaj Nezákladňačku.
8. července 2008 protestovali aktivisté na Hradčanském náměstí při příležitosti návštěvy americké ministryně zahraničí Condoleezzy Riceové.
Demonstrovalo se i 17. listopadu 2008: organizátoři tento den spojili s výročím sametové revoluce, tedy dne spojovaného s bojem za demokracii a lidská práva.
V době návštěvy amerického prezidenta Baracka Obamy v Praze (duben 2009) iniciativa Ne základnám zintenzivnila své protesty. Česká odnož teroristické organizace Frakce Rudé armády (RAF) pohrozila, že pokud ČR kývne na nabídku USA, podnikne akce, které povedou k vraždám, násilí nebo výbuchům.[zdroj?] Administrativa Baracka Obamy však vybudování stabilního radaru v Brdech nepovažoval za strategicky vhodné a projekt pozastavila.

## Součinnost v Polsku

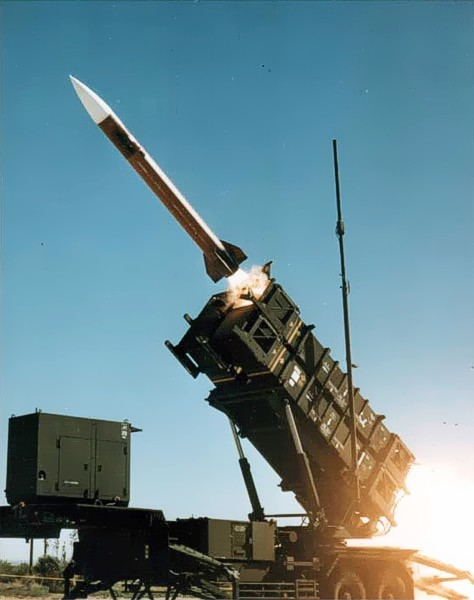
Raketa systému Patriot

Polská strana začala vyjednávat s USA o radaru v roce 2005. Tehdejší premiér Jarosław Kaczyński nebral ohledy na tehdejší předsedkyni Rady EU a německou kancléřku Angelu Merkelovou, která požadovala začlenění systému do struktur NATO.[zdroj?] Polsko vyslalo vstřícné gesto Rusku, když přišlo s nabídkou pozvat ruské inspektory na protiraketovou základnu.[zdroj?] Na rozdíl od České republiky požadovalo Polsko za umístění raket modernizaci armády. Spolupracovník premiéra Donalda Tuska Slawomir Nowak zkritizoval Česko za to, že si podobné ústupky nevymohlo také.[zdroj?] Tehdejší americký prezident George W. Bush nabídku polského premiéra Donalda Tuska vyslyšel a mínil vyhovět.

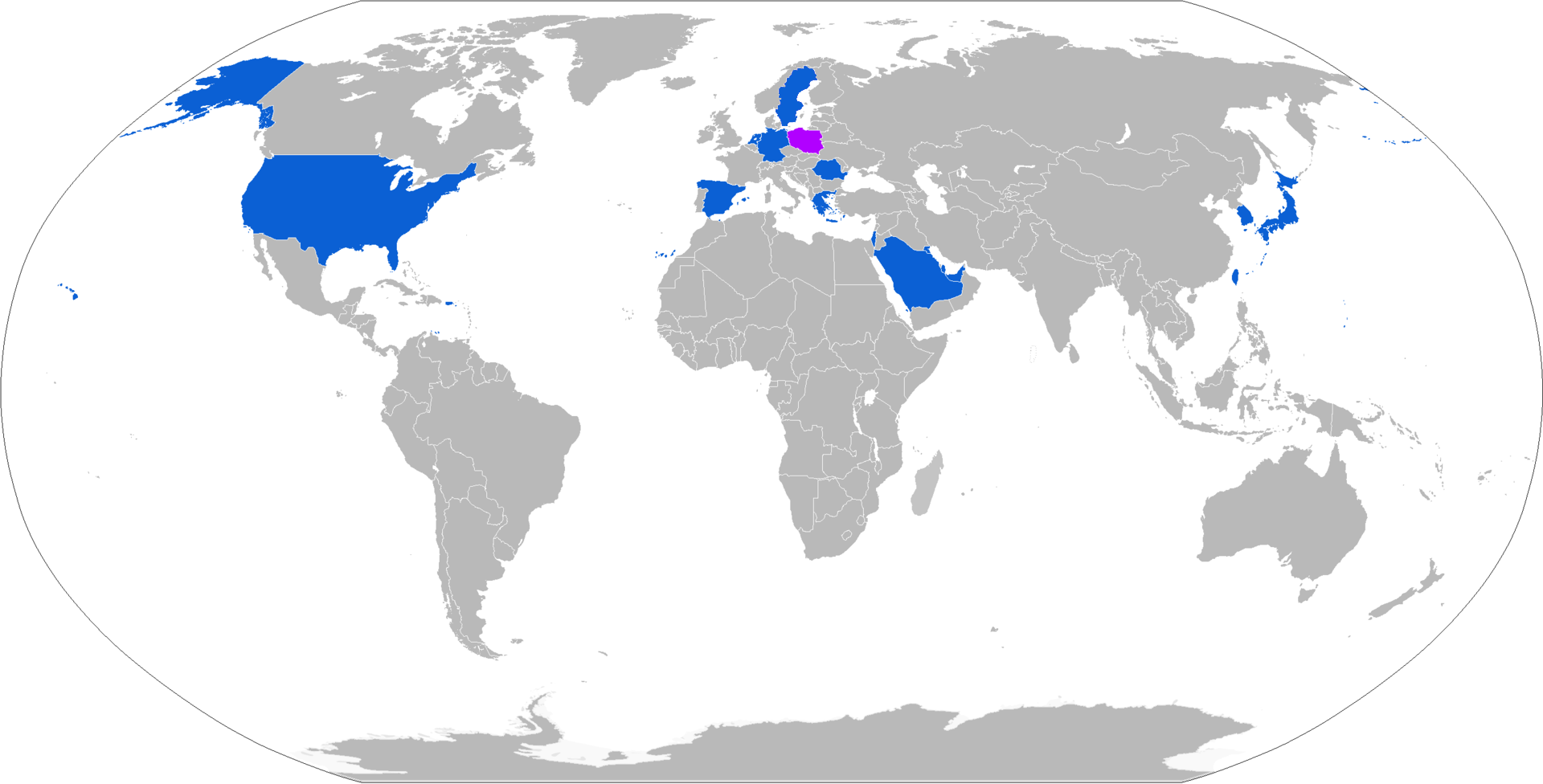
Státy operující systémem MIM-104 Patriot v roce 2017

Jednání o potenciálním vybudování tzv. obranného deštníku proti raketám cizí moci nakonec separátně vedly k sepsání Dohody o strpění vojenských sil států NATO (SOFA, Status of Forces Agreement) z 11. prosince 2009 ve Varšavě, již za vlády amerického prezidenta Baracka Obamy. Dohoda určuje mezi Spojenými státy a Polskem řadu povinností a rychlejších postupů ve vojenské vybavenosti, také dopředu zjednodušuje legislativní postavení cizího vojska na území. Je možné tedy rozšíření rozmístění také raket Patriot, které by zemí ochránily před hrozbou nebo leteckým útokem z východu (Rusko, Bělorusko).
Nicméně další pomalý vývoj reálného rozmístění vedl k jednání USA v listopadu 2017, kdy ministerstvo obrany požadovalo cenu a investici za 4 patriot systémy v Polsku. Jednáním snížili cenu z 10 miliard dolarů na necelých 5 miliard za konečné 3+ baterie systému Patriot (baterie vojenských zařízení, jež obvykle spojeny dohromady poskytují obranu).

### Dokumentární film
- Český mír (2010), jeho tvůrci Vít Klusák a Filip Remunda svůj snímek o brdském radaru trefně označují jako dokumentární komedii